# Lima Army Tank Plant
Танковий завод в Лімі (англ. Lima Army Tank Plant (LATP), також Виробничий центр Об'єднаних систем (англ. Joint Systems Manufacturing Center) — американське державне підприємство по виробництву броньованої техніки, що входить до корпорації General Dynamics Land Systems, розташований у місті Ліма, Огайо.
Танковий завод в Лімі є основним виробником основного бойового танку американської армії M1 Abrams. Це виробниче підприємство випустило більше за 7 000 танків за період з початку 1980-х років, коли танк стали на конвеєр. Наприкінці 1996 кількість робочих місць на заводі скоротилася з 3 800 до 450 осіб у зв'язку зі скороченням обсягів виробництва бронетанкової техніки. Водночас, це підприємство продовжує випускати модифіковані версії танків «Абрамс»: M1A1 Abrams та M1A2, а також важкі мостоукладальники на їх базі M104 Wolverine.

## Відео
- Joint Systems Manufacturing Center [Архівовано 27 листопада 2012 у Wayback Machine.]